# Zsákmányrendszer
A zsákmányrendszer vagy politikai patronázs az a jelenség, amikor egy politikai párt a választások megnyerése után szavazóinak és támogatóinak kormányzati állásokat biztosít, ösztönzésképpen, hogy továbbra is a párt javáért munkálkodjanak. Ezzel ellentétes rendszer az érdem szerinti előreléptetési rendszer (merit system), ahol az állásokat politikai aktivitástól függetlenül, valamely érdem alapján töltik be.
A zsákmányrendszerben a hatalomra jutott pártok arra törekszenek, hogy a közigazgatást saját híveivel töltsék fel. Az ellenzékbe szorult párt/pártok nem szívesen veszik a központ utasításait, elképzeléseit és gyakran mindent megtesznek azért, hogy hátráltassák a hatalmat gyakorló győztes pártot tervei, elképzelései megvalósításában. A probléma a leginkább úgy küszöbölhető ki, azaz a hatalom gyakorlásának legnagyobb fokú zavarmentességét úgy lehet biztosítani, ha a más eszméket valló pártok szimpatizánsait a döntéshozó szintekről eltávolítják.
A zsákmányrendszert napjainkban többnyire elutasítják – kivéve az USA-t – ennek ellenére, bár burkoltan, de több országban is alkalmazzák. Az európai országokban a csúcsvezetői szinteken valósul meg inkább, a jog által megengedetten: a miniszterek, helyetteseik, főhatóságok vezetői elsődlegesen politikai szempontok alapján jutnak tisztséghez. De gyakran, a jog által tiltva, alacsonyabb tisztviselői szinteken is politikailag megbízható személyeket preferálnak.
A zsákmányrendszernek két, egymástól bizonyos elemiben eltérő változatával találkozhattunk a történelem során. Az első a klasszikus amerikai modell, a második a szocialista országokban meghonosodott zsákmányrendszer.

## A zsákmányrendszer az Amerikai Egyesült Államokban

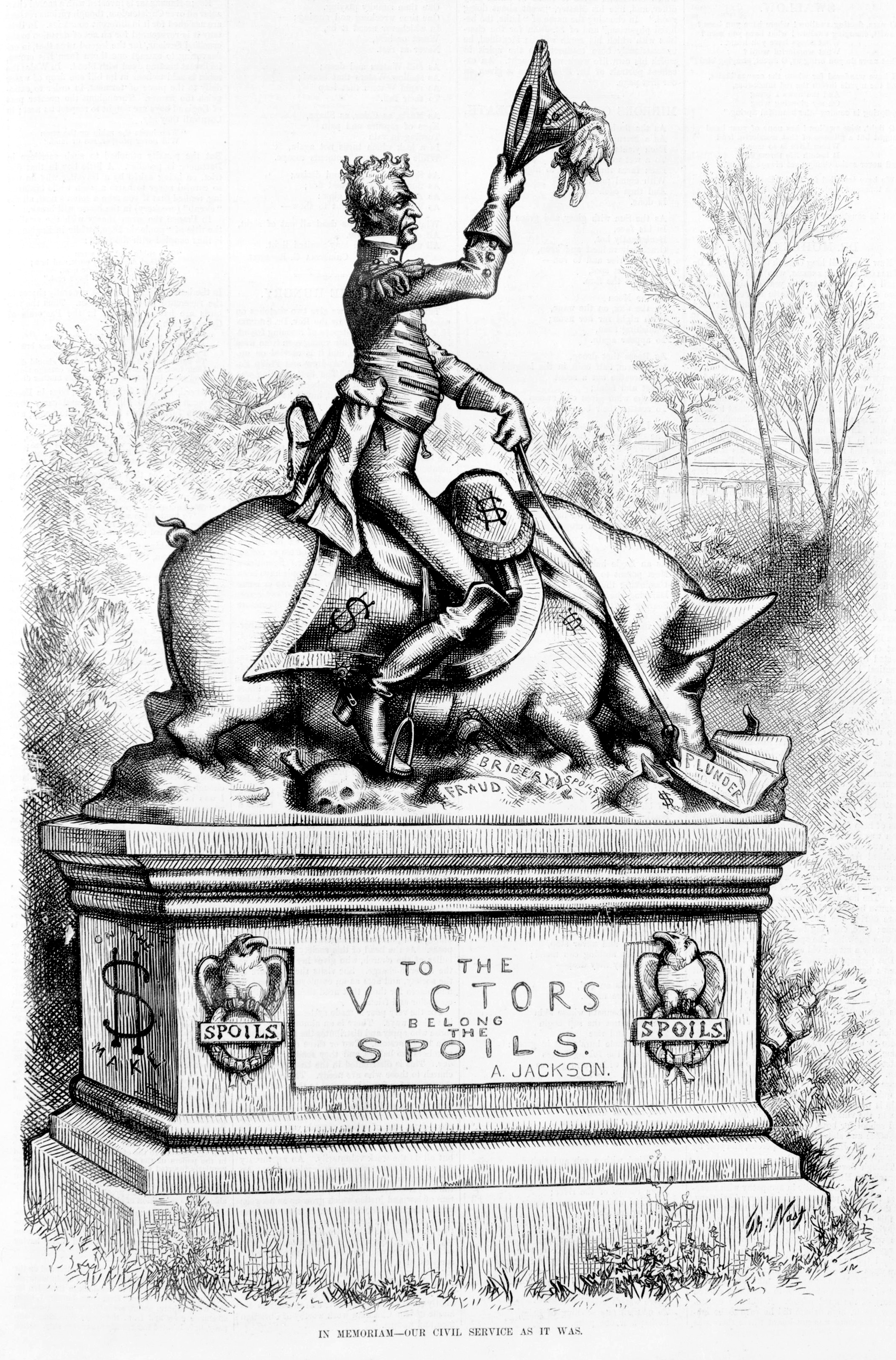
Korabeli karikatúra a zsákmányrendszerről: Andrew Jacksont láthatjuk egy sertésen lovagolva, a talapzaton pedig William Marcy szavai olvashatók

Az Amerikai Egyesült Államokban a közigazgatás az európai ismert modellektől eltérő körülmények között alakult ki. Itt nem volt felvilágosult abszolutizmus, ugyanakkor a rendkívül eltérő földrajzi, társadalmi és gazdasági viszonyok a közigazgatási jogot illetően is eltérő megoldásokat eredményeztek az egyes szövetségi államok között. Az Amerikai Egyesült Államok közigazgatásának történetét három nagyobb fejezetre oszthatjuk: az első korszak a szövetség létrejöttétől egészen 1829-ig tartott, a szakirodalom a Föderalista korszaknak, (The Federalist "Fitness Test" Era) nevezi. Ez követi a préda- vagy zsákmányrendszernek nevezett korszak (Spoils Era) amely 1883-ig tartott; 1883-ban a Közszolgálati Törvény (Civil Service Act) bevezetésével az érdem szerinti előreléptetési rendszer (Merit System) lépett érvénybe, s tart napjainkban is.
A zsákmányrendszer két úton zajlott: az egyik út a politikai patronázs, politikai preferenciák alapján történő kiválasztás, favorizálás volt. Az elnöki választások után a győztes elnök, a kampány során támogatást nyújtott embereket, a politikai szimpatizánsait, egy-egy jól fizető állással jutalmazta meg. Ebben az esetben a zsákmány maga volt a közigazgatás. Ugyancsak zsákmányrendszerről beszélünk a hivatali rotációból fakadó visszaélések esetében. Itt a határozott időre kinevezett tisztviselő, hivatali ideje alatt arra törekedett, hogy a közvagyonból minél többet zsákmányolhasson, tulajdoníthasson el s ezzel saját vagyonát gyarapítsa.
Az Amerikai Egyesült Államokban 1805-től mintegy 80 éven át kizárólagosan érvényesült az a felfogás, mely szerint az adminisztrációt, a pártharcot megnyerő elnök politikai zsákmányának kell tekinteni. E rendszer filozófiáját Andrew Jackson elnök fogalmazta meg olyképpen, hogy a nép által szabadon és titkosan választott végrehajtó hatalom feje, az elnök nem tud eleget tenni a lakosság többségét kitevő választók akaratának, azaz nem tud demokratikusan kormányozni, ha az előző elnök által kiválasztott, vele szemben hűvösen semleges vagy egyenesen ellenséges érzületű hivatalnokok szolgálatára támaszkodhat.
A zsákmányrendszer (spoils system) kifejezést William Learned Marcy szenátor használta először, amikor 1882-ben kijelentette: „az Egyesült Államok politikusai nem olyan finnyások, mint bizonyos úriemberek, akik nem ismerik be, hogy milyen elvek irányítják tetteiket. Nyíltan kimondják ami tesznek! Amikor a győzelemre törekszenek, bevallják, hogy élvezni is akarják gyümölcseit. Ha legyőzik őket, tudják, hogy távozni kell a hivatalból. Ha pedig sikeresek, akkor jogot formálhatnak a siker előnyeire. Semmi rosszat nem látnak abban a szabályban, hogy a préda a győzteseket illeti meg!”
Az Amerikai Egyesült Államok közigazgatása megalakulásától kezdődően egészen az 1883–1884-es reformokig alá volt vetve a politikának. Általánosan elfogadott elv volt, hogy a közigazgatás semmiben sem különbözik a magán-, vállalati igazgatástól, így mint ahogyan egy magánvállalkozásban a főnök, a boss, választja ki alkalmazottait, a közigazgatásban, a szenátus jóváhagyásával, az elnöknek a privilégiuma a főtisztviselők kinevezése. A prezidenciális rendszer bevezetése, mely a mindenkori elnököt az egyetlen végrehajtó hatalommá teszi meg, lehetővé tette, hogy az elnök csak az ő politikájához hű emberekkel vegye körül magát, riválisait pedig részben, vagy egészben kiszorítsa a közhivatalokból. Így jött létre a politikai patronázsrendszer, ebben az esetben a zsákmányt a közhivatalok birtoklása képezte.
A 19. század elején, az amerikai politikusok úgy gondolták, hogy a közigazgatás csak akkor válhat demokratikussá, ha az ország minden állampolgára, minden külön felkészülés nélkül, alkalmassá válik közösségi igazgatás elvégzésére. Hogy ezt az elképzelést meg tudják valósítani, bevezették a négyévenkénti rotációt a közhivatalokban. A tisztviselők tudván, hogy négy év múlva bizonytalanná válhat egzisztenciájuk, hivatali idejük alatt arra törekedtek, hogy minél nagyobb részt zsákmányoljanak el a közvagyonból.
A zsákmányrendszernek számos káros következményei voltak: egy hivatal betöltésének feltétele nem a szakképzettség, rátermettség volt a feltétele, hanem a politikai hovatartozás; a rövid időtartamú közszolgálat nem ösztönözte a köztisztviselőket a szakértelem elsajátítására így a közszolgálati munka minősége silánnyá vált; a köztisztviselőt, ha már közszolgálati ideje lejárt, nem lehetett felelősségre vonni szabályszegés, mulasztás miatt; megnőtt a visszaélések száma, elharapódzott a korrupció. Mindez, valamint James A. Garfield ellen elkövetett merénylet indítéka, arra ösztönözte a politikusokat, hogy a közigazgatás megreformálásával áttérjenek egy olyan rendszerre, ahol egy köztisztviselő kinevezésénél nem a politikai hűség számít, hanem a szakképzettség, a rátermettség. 1883-ban létrejött a Civil Service Commission, amely a merit system-nek a bevezetését jelenti, versenyvizsgával, viszont állandó alkalmazással. Azonban végrehajtó hatalom, azaz az elnöki hivatalok tisztviselőinek kinevezése továbbra is megmaradt a régi rendszer szerint, így ebben a formában, a zsákmányrendszer napjainkban is létező dolog az USA-ban.

### A zsákmányrendszer napjainkban
Az USA elnökének kinevezési jogairól az Alkotmány II. cikkelyének 2. § rendelkezik: „Az elnök … kijelöli a Szenátus tanácsa és hozzájárulása alapján a nagyköveteket, követeket, konzulokat, legfelsőbb bírósági bírákat és az Egyesült Államok más olyan tisztviselőit nevezi ki, akiknek kinevezése tekintetében az alkotmány nem tartalmaz eltérő rendelkezéseket és akiknek hivatalát törvény alapján állították fel; a Kongresszus azonban törvényhozási úton, ha azt megfelelőnek találja, alsóbb hivatalok tisztviselőinek kinevezését egyedül az elnökre, bíróságokra vagy a végrehajtó ágazatok vezetőire ruházhatja.” 
Az elnök, beiktatása után, több mint hatezer kinevezést tesz meg. Ilyenek például a Fehér Ház személyzete, miniszterek, diplomaták, nagykövetek, állami intézmények vezetői, bírák, stb. Bizonyos kinevezéseknél figyelembe kell vennie a Szenátus tanácsát, más kinevezéseknél egyedül ő dönt. Ez azonban nem jelenti azt, hogy az elnök, még ha körülményesen is, de ne tudná megkerülni a Szenátust és ne tudná egy adott posztra kinevezni, akit ő szeretne, s akit a Szenátus nem támogatna. Erre az Alkotmány egyik alapelve, a checks and balances (fékek és ellensúlyok) ad lehetőséget. Így a Szenátus ülésszünetein, az elnöknek joga van kinevezést adni, a Szenátus jóváhagyása nélkül is (recess appointment). Az így kinevezett tisztviselőt a Szenátus következő ülésszakának végéig (ez akár egy évet jelenthet), a Szenátusnak meg kell erősíteni a pozíciójában, különben jogviszonya megszűnik.
Bill Clinton például 139 alkalommal élt a lehetőséggel. Jelentősebb esetek: amikor nyilvánvalóvá vált, hogy a pozitív diszkriminációt támogató Bill Lann Lee-t nem támogatná a Szenátus, az ülésszüneten nevezte ki az emberi jogok főügyész-helyettesének (United States Department of Justice Civil Rights Division, Assistant Attorney General). Hasonlóan járt el az elnök abban az esetben is, amikor a Szenátus nemi beállítódása miatt elutasította James Hormelt, akit az elnök luxembourgi nagykövetnek nevezett volna ki. George W. Bush 171 esetben hajtott végre recess appointmentet. Barack Obama 2010. március 27-ig pedig 15-öt.
Minden egyes elnökválasztás után, az United States Senate Committee on Homeland Security and Governmental Affairs (szülőföld biztonság és kormányügyek szenátusi bizottsága), és az United States House Committee on Oversight and Government Reform egy Plum Booknak nevezett (United States Government Policy and Supporting Positions) regisztert ad ki, mely a közigazgatás vezetői állásait tartalmazza. A Plum Bookban van meghatározva, hogy a közigazgatás mely posztjaira milyen kritériumok alapján, milyen feltételekkel nevezhetők ki a jelöltek. Itt találjuk azokat a posztokat is amelyeket az elnök szabadon feltölthet, függetlenül a Szenátus beleegyezésétől, vagy más törvényektől. Ilyen posztok például:
- a nemzetközi vallásszabadság bizottság,
- a Presidio trust vezetői,
- nukleáris hulladék ellenőrző bizottság 12 tagja,
- National Capital Planning Commission vezetői,
- tengeri emlősöket felügyelő bizottság,
- holokauszt emlékével foglalkozó tanács vezetői,
- vakok és más fogyatékossággal élők áruit felvásárló bizottság,
- polgári jogok bizottságának biztosa, elnöke és elnökhelyettese,
- Kolumbusz Kristóf Társaság alapítványának főbb vezetői,
- Északi sarkkör-kutató bizottság főbb vezetői,
- a közlekedés akadálymentesítéséért felelős bizottság, (United States Access Board)
- amerikai háborús emlékművekért felelős bizottság vezetői,
- történelmi értékű emlékek védelmének a bizottsága, (Advisory Council on Historic Preservation)
- a Kereskedelmi Minisztérium (Department of Commece) szabadalmi és védjegyügyi hivatalának miniszterhelyettese
- Elnöki Végrehajtó Hivatal menedzsment és költségvetési irodájának ügyvezető igazgatója, adminisztrációs iroda elnökhelyettese, politikai fejlesztési iroda főbb vezetői,
- a Fehér Ház irodájának főbb vezetői.

Általában a politikai kinevezések az összes elnöki kinevezések 30%-t teszik ki.

## A zsákmányrendszer a szocialista országokban
Mind az USA-ban, mind a szocialista országokban fontosnak tartották, hogy a közigazgatásban főleg olyanokat foglalkoztassanak, akik a hatalmon levő párt politikáját támogatják.
Mindkét a két rendszerben/államformában érvényesült az a nézet, hogy a közigazgatás feladatait annyira le kell egyszerűsíteni, hogy szinte bárki el tudja végezni azokat. Az amerikaiaknál erre azért volt szükség, hogy a győztes pártra szavazókat valamilyen köszönetnyilvánításban részesítsék; a szocialista országokban pedig arra hivatkoztak, hogy a közigazgatási bürokrácia a tőkés társadalmakban egy olyan sajátos – a tömegektől elidegenedett – réteget képez, amely meghatározó szerepet játszik a proletariátus, és általában a tömegek elnyomásában. A kommunista társadalom építése során fel kell számolni ezt a réteget, hogy a hivatalnokok ne különböznek a társadalom más dolgozó csoportjaitól. Ahhoz, hogy a közigazgatási funkciókat mindenki számára elérhetővé tudják tenni, mint az USA-ban, mint a szocialista országokban le kellett egyszerűsíteni az ellátandó feladatokat. Ez azonban csak személyzet számának jelentős felduzzasztásával volt lehetséges. Következmény: a szakmai és képesítési követelmények háttérbe szorultak, a hozzá nem értés okozta károk és a korrupció megnövekedése – a zsákmányrendszer tipikus következményei jelentkeztek.
Az USA-ban és a szocialista országokban érvényesülő zsákmányrendszer jelentős eltérése az, hogy a szocialista országokban, mivel egypártrendszer működött nem voltak négyévenkénti választások, tehát az alkalmazottak nem cserélődöttek le. Így míg az USA-ban az elnökválasztások után új, képzetlen és tapasztalatlan személyzettel teltek meg a hivatalok, a szocialista országokban, az egypártrendszernek köszönhetően nem volt szükség a személyzet időközönkénti cseréjére. E folytonosságnak köszönhetően a közalkalmazottak tapasztalataik, valamint továbbképzésük folytán egyre jártasabbak lettek a szakmájukban, azonban a szakemberek jártasságát ők se tudták pótolni.